# William C. Lovering

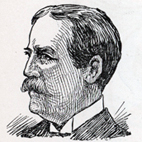
William C. Lovering

William Croad Lovering (* 25. Februar 1835 in Woonsocket, Rhode Island; † 4. Februar 1910 in Washington, D.C.) war ein US-amerikanischer Politiker. Zwischen 1897 und 1910 vertrat er den Bundesstaat Massachusetts im US-Repräsentantenhaus.

## Werdegang
Bereits im Jahr 1837 kam William Lovering mit seinen Eltern nach Taunton in Massachusetts. Später besuchte er die Cambridge High School und die Hopkins Classical School in Cambridge. Im Jahr 1859 verließ er die Schule, um im väterlichen Betrieb, einer Baumwollspinnerei, mitzuarbeiten. Während des Bürgerkrieges diente er in einer Brigade aus Massachusetts, die zum Heer der Union gehörte. Nach dem Krieg arbeitete er in Taunton weiter in der Baumwollverarbeitung. Außerdem wurde er erster Präsident der dortigen Straßenbahn. Er stieg auch in das Versicherungsgeschäft ein und wurde Präsident der American Liability Insurance Co.
Lovering war überdies auch noch in anderen Branchen engagiert. Zwei Jahre lang amtierte er als Präsident der Vereinigung der Baumwollverarbeiter in Neuengland (New England Cotton Manufacturers’ Association). Gleichzeitig schlug er als Mitglied der Republikanischen Partei eine politische Laufbahn ein. In den Jahren 1874 und 1875 saß er im Senat von Massachusetts; im Juni 1880 war er Delegierter zur Republican National Convention in Chicago, auf der James A. Garfield als Präsidentschaftskandidat nominiert wurde. Im Jahr 1892 leitete er den regionalen Parteitag der Republikaner in Massachusetts.
Bei den Kongresswahlen des Jahres 1896 wurde Lovering im zwölften Wahlbezirk von Massachusetts in das US-Repräsentantenhaus in Washington gewählt, wo er am 4. März 1897 die Nachfolge von Elijah A. Morse antrat. Nach sechs Wiederwahlen konnte er bis zu seinem Tod am 4. Februar 1910 im Kongress verbleiben. Seit 1903 vertrat er dort als Nachfolger von John Holmes den 14. Distrikt seines Staates. In seine Zeit als Kongressabgeordneter fiel der Spanisch-Amerikanische Krieg von 1898. William Lovering wurde in Taunton beigesetzt.